# Bucy-Saint-Liphard
Bucy-Saint-Liphard é uma comuna francesa na região administrativa do Centro, no departamento Loiret. Estende-se por uma área de 17,46 km². Em 2010 a comuna tinha 187 habitantes (densidade: 10,7 hab./km²).